# Efrén Hernández (escritor)
Efrén Hernández Hernández (n. León, Guanajuato; 1904 - f. Ciudad de México; 28 de enero de 1958) fue un escritor, poeta, dramaturgo y guionista mexicano, cuya participación en las letras mexicanas se destacó durante la primera mitad del siglo XX.
Publicó novela, poesía y cuento, género en el que se destacó más. Durante su juventud trabajó como dependiente en una tienda de ropa y como aprendiz de zapatero y platero Cursó estudios de Derecho de 1925 a 1928 en la Ciudad de México aunque dejó inconclusa dicha carrera universitaria. En el año de 1928 publicó uno de sus cuentos más peculiares, Tachas que lo colocó como una nueva voz dentro de las letras mexicanas. Para 1932 publicó El señor de palo, cuento perteneciente al género fantástico, igual que su cuento anterior, Tachas. Por lo que se refiere al aspecto físico del escritor, María del Mar Paúl Arranz cita a Octavio Paz con la siguiente descripción proporcionando un retrato físico del escritor cuando lo conoció, allá por 1931:
Efrén Hernández asomaba entre los papeles y libros de su escritorio una sonriente cara de roedor asustado.  Detrás de los espejuelos acechaban unos ojos vivos, irónicos. Vestía como un escribiente de notaria. Tenía una vocecita cascada y que de pronto se volvía aguda y metálica, como el chirrido de un tren de juguete al dar la vuelta en una curva…
La presencia de Hernández en las letras mexicanas no es muy conocida. Y aunque obtuvo cierta admiración dentro de la literatura contemporánea, el reconocimiento a su carrera literaria fue mínimo debido a su no afiliación al grupo de intelectuales de la época Habría que decir, también, que se le considera uno de los principales representantes del cuento fantástico mexicano. Arranz coloca a Hernández como “un escritor que demuestra que hay otro camino alternativo para la práctica de la literatura que no pasa necesariamente por los escenarios bélicos de la novela de la Revolución.” Hernández se mantuvo durante su vida en precariedad económica. Aunque ocupó un puesto como subdirector de la revista América, editada por la Secretaría de Educación Pública, para obtener cierta estabilidad económica. Hernández, junto con José Antonio Millán publicó y difundió en América a varios escritores mexicanos como Juan Rulfo, Rosario Castellanos, Margarita Michelena, Ricardo Cortés Tamayo, Dolores Castro y Octavio Novaro, entre otros.

## Contexto literario mexicano
Como parte del ambiente literario en las primeras décadas del siglo XX, el estridentismo fue un movimiento literario que se ubicó dentro de las vanguardias latinoamericanas. El ambiente social en México era el de transformación en las ideas. El ambiente posrevolucionario aún se mantenía en el país. Como señala Francisco Javier Mora:
Para comprender en toda su magnitud las razones de la aparición del movimiento estridentista en México no basta con señalar que dicho movimiento se enmarca dentro de un proceso de transformación (y, por tanto, de crisis) a nivel mundial, provocado por el estallido de la Primera Guerra Mundial en la que, si bien Latinoamérica no participó directamente en el conflicto, sí sufrió en cambio las consecuencias de la contienda, ni por el advenimiento de la Revolución Rusa.
Hay que mencionar, además, las figuras literarias de la época como: Salvador Novo, Xavier Villaurrutia y Gilberto Owen, personajes cuya literatura se asocia a las vanguardias literarias de principios del siglo XX. Con respecto al movimiento estridentista, este se puede entender mejor en el manifiesto estridentista escrito por Manuel Maples Arce:
En nombre de la vanguardia actualista de México, sinceramente horrorizada de todas las placas notariales y rótulos consagrados sé sistemas cartulario, con veinte siglos de éxito efusivo en farmacias y droguerías subvencionales por la ley, me centralizo en el vértice eclactante de mi insustituible categoría presentista, equiláteramente convencida y eminentemente revolucionaria, mientras que todo el mundo que está fuera del eje, se contempla esféricamente atónito con las manos torcidas, imperativa y categóricamente afirmo, sin más excepcionales a los “players” diametralmente explosivos en encidendios fonográficos y gritos acorralados, que mi estridentísimo y acendrado para defender de las pedradas literales de los últimos plebiscitos intelectivos: Muera el Cura Hidalgo, Abajo San Rafael, San Lázaro, Esquina, Se prohíbe fijar anuncios. 
Finalmente, el estridentismo como todo movimiento literario pasaba por dificultades e influencias. En caso de la vanguardia latinoamericana uno de sus representantes era Vicente Huidobro, cuyas ideas sobre el creacionismo tuvieron gran influencia en América. La dificultad que se le achaca al estridentismo es la de no ser auténtico pues como se dijo anteriormente, las vanguardias tanto europeas como latinoamericanas se encontraban dentro del mismo.

## Estilo Narrativo

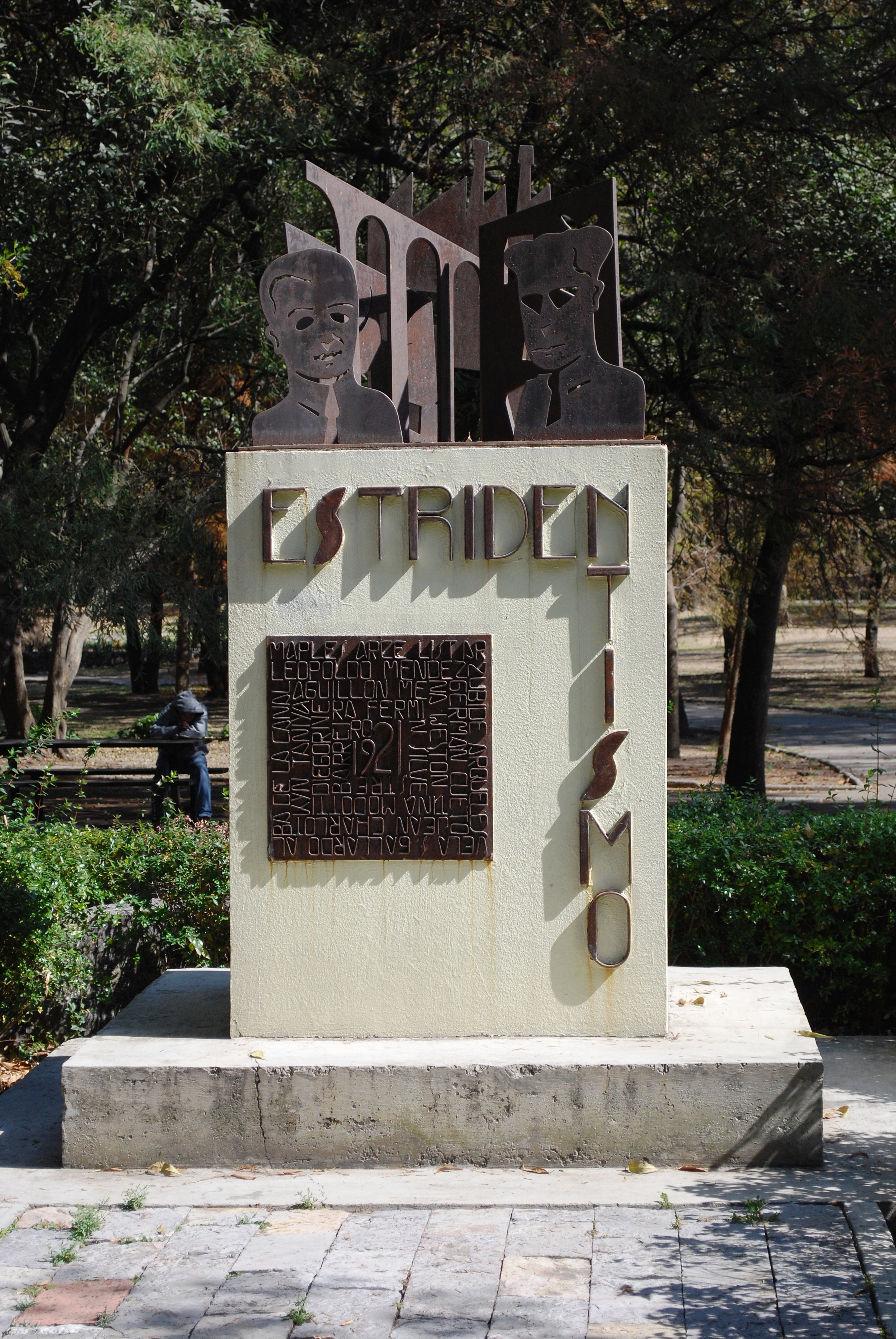
Monumento al estridentismo. Paseo de los poetas Chapultepec, Ciudad de México

Dentro del ensayo de John S. Brushwood éste cita al crítico literario Emmanuel Carballo para definir el estilo de Hernández:
Los personajes casi no se frecuentan, de donde resulta que la sintaxis de la ficción está sumamente diluida. En casi todos ellos, el monólogo se impone al diálogo y la digresión a la acción. En el monólogo, el personaje nunca, o casi nunca, reconstruye escenas en que participen dos o más seres: se concreta exclusivamente a narrar su intensa y complicada vida interior. . . La historia y la trama ceden sus sitios a la digresión ... (Si en el cuento común y corriente los hechos se eslabonan para formar la anécdota, en los cuentos de este autor las digresiones se ordenan una tras otra hasta apoderarse íntegramente de la historia.) El espacio peca de impreciso: en varios cuentos parece que los personajes se mueven bajo una campana neumática; en otros, que habitan un mundo de aire enrarecido y paisaje desdibujado en el que la vida si no imposible resulta al menos difícil.

## Tachas
“Miraba las nubes por un lugarcito triangular de cielo”. Esta es una de las líneas del cuento Tachas escrito por Efrén Hernández. La obra recurre a la pregunta; ¿Qué son tachas? el narrador nos lleva por profundas divagaciones, evocando así su imaginario a través de formas, figuras y metáforas. La interpretación no solo cabe en la hermenéutica desde una posibilidad de arte, en este caso la narración. Así mismo hay diferentes herramientas para llevar a la obra escrita a una interpretación con sentido y claridad. Dentro de la obra, el narrador es un joven que nos lleva a contemplar un día dentro de un salón de clases. Como nos dice Rodríguez Itzel:
El narrador-protagonista tiene dos únicas acciones a lo largo del cuento: la primera, mirar por la ventana del salón y perderse en sus pensamientos; la segunda, tratar de contestar al maestro ¿qué son tachas? El monólogo que se registra en el relato es vital, en él se genera la acción, a partir de él se descubre la esencia del cuento. 
El recurso de la divagación en el personaje es una propuesta por Hernández que señala la narración como un relato que se escapa del tiempo. Abandona el centro de la narración y la acción que se quiere desarrollar a través de la pregunta central ¿qué son tachas? Podemos recurrir al análisis literario para el caso de este narrador propuesto por Hernández:
En general, un solo narrador—que se nos presenta además como fuente única de información narrativa—tiende a ser percibido como una voz más o menos objetiva, más o menos confiable; la impresión de objetividad se acentúa si este narrador nunca participó en los hechos referidos: perfil clásico del llamado narrador en tercera persona, ya sea omnisciente o focalizando su relato en la conciencia de algún personaje.
Finalmente, dentro de la obra el significado de la palabra tachas discurre en una variación de respuestas por parte del protagonista del cuento. 
La primera acepción, pues, es la siguientes: tercera persona del presente de indicativo del verbo tachar, que significa: poner una línea sobre una palabra, un renglón o un número que haya sido mal escrito. La segunda es otra: si una persona tiene por nombre Anastasia, quien la quiera mucho, empleará, para designarla, esta palabra.

## Obras Publicadas
- Tachas (Cuento, 1928)
- El señor de palo (Cuento,1932)
- Hora de horas (1936)
- Cuentos (1941)
- Entre apagados muros (1943)
- Cerrazón sobre Nicomano ( Fragmento,1946)
- La paloma, el sótano y la torre (Novela, 1949)
- Sus mejores cuentos (1956)